# Långa Källskär
Långa Källskär är en ö i Finland. Den ligger i Finska viken och i kommunen Ingå i den ekonomiska regionen  Raseborg i landskapet Nyland, i den södra delen av landet. Ön ligger omkring 63 kilometer sydväst om Helsingfors.
Öns area är 8,4 hektar och dess största längd är 0,7 kilometer i öst-västlig riktning. Ön höjer sig omkring 20 meter över havsytan.